# Martine Leguille-Balloy
Martine Leguille-Balloy (ur. 6 września 1957 r. w La Guerche-sur-l’Aubois) – francuska polityk reprezentująca partię La République En Marche! W wyborach parlamentarnych w czerwcu 2017 r. została wybrana do francuskiego Zgromadzenia Narodowego, w którym reprezentuje departament Wandea.